# 毛尔布龙修道院
毛尔布龙修道院（德語：Kloster Maulbronn）原為熙篤會修道院，位於德國巴登-符騰堡邦毛尔布龙，靠近普福尔茨海姆。毛尔布龙的外圍，雷山西北方，為黑森林與歐登森林的交界處。修道院是阿爾卑斯山北面所存留保存最好的中世紀修道院群，皆是從羅馬式到後歌德式建築的形式潮流與發展過程代表。
整個修道院群由封閉的城牆包圍，其中包括毛爾布龍市政廳，警局，餐廳，九到十年級的福音派大學預校（文理中學）與其他公家機關等。從1993年十二月起為聯合國教科文組織列為世界遺產。

## 历史

### 中世紀
1138年，一位名叫沃爾特·馮·洛默斯海姆（德語：Walter von Lomersheim）的自由騎士將位於埃肯魏赫（德語：Eckenweiher）（現在的穆拉克）的一塊地產捐贈給西多會，用於建立一座新修道院。諾伊堡修道院收到了這筆捐款，並派出了一支由12名僧侶組成的隊伍。他們於1138年抵達，但發現埃肯維爾缺乏水源和牧場。1147年，施派爾主教將埃肯魏赫修道士遷至薩爾察赫河源頭附近的新址。這個地點距離埃肯魏赫爾約8公里（5.0英里），是西多會的理想之地。它位於丘陵的斯特羅姆貝格地區，水源豐富，雖然也靠近從施派爾到坎施塔特的羅馬公路，但卻與世隔絕。此後不久，毛尔布龙修道院建築群開始建設，並於1200-01年基本完工；修道院教堂於1178年由特里爾大主教阿諾德一世祝聖。 
莫爾布龍的新修道院很快就在西斯多教會的支持者亨內伯格主教和當時神聖羅馬帝國的統治者霍亨施陶芬家族的支持下開始了一段穩定的經濟增長和法律保障的時期。1148年，亨內伯格主教免除了毛尔布龙為其僧侶必須砍伐的大量森林繳納稅款的義務，教皇尤金三世授予該修道院贊助權。與此同時，毛尔布龙積極尋求新領土的收購。1151年，毛尔布龙建立了Bronnbach修道院，然後分別於1152年和1153年收購了Füllmenbacher和Elfinger農場，然後於1157年建立了Schöntal修道院。毛尔布龙免繳什一稅，並於1156年被腓特烈一世皇帝指定為皇家修道院，其中列出的毛尔布龙的財產包括11個農莊、8個村莊的一部分和眾多葡萄園。1177年，教皇亞歷山大三世再次確認了該修道院的所有權；那時，毛尔布龙擁有十七個農場。
13世紀和14世紀是毛尔布龙的衝突時期，儘管在13世紀下半葉，教皇亞歷山大四世（德語：Pope Alexander IV）授予它對其領土的合法管轄權。根據西多會的規則，其土地必須由其外行兄弟耕種。然而，13世紀以來，由於毛尔布龙的俗家修士與僧侶之間的衝突，修道院修士的數量不斷減少，因此修道院越來越依賴僱工來耕種土地。1236年左右，恩茨貝格家族成為毛爾布龍的讚助人和保護者。然而與恩茨貝格家族的衝突持續不斷，1270年的一場爭端甚至導致修道院暫時被鎮壓。皇帝查理四世於1372年將毛尔布龙的沃格泰移交給選帝侯普法爾茨，但這一行為使修道院陷入了普法爾茨和不斷擴張的符騰堡縣之間的權力鬥爭。
15世紀，毛尔布龙恢復了繁榮。修道院院長們在1450年展示了修道院的財富，當時它輕鬆地為修道院所在地西託修道院做出了當年所有西多會修道院中最大的貢獻。1464年，毛尔布龙承擔了阿爾薩斯派里斯修道院的債務，並將其納入修道院。毛尔布龙還控制了馬林塔爾修道院、雷希滕斯霍芬修道院、利希滕斯頓修道院、海爾斯布魯克修道院和科尼格斯布魯克修道院。毛尔布龙的僧侶人數在1460年代達到頂峰，達到一百三十五人，直到本世紀末才再次降至一百以下。1492年，馬克西米利安一世皇帝從普法爾茨撤回了毛尔布龙的沃格泰。馬克西米利安一世還禁止對修道院進行任何進一步的防禦工事，並下令拆除其現有的工程。 

### 符騰堡吞併
1504年，蘭茨胡特王位繼承戰爭期間，符騰堡公爵烏爾里希在圍攻7天后佔領了毛尔布龙。烏爾里希隨後將毛尔布龙的沃格泰移交給他，實際上將修道院及其領土併入符騰堡公國。1525年，該修道院被參加1525年德國農民戰爭的農民佔領，僧侶被驅逐。
烏爾里希公爵於1534年皈依路德教，隨後下令解散符騰堡領土內的所有修道院，並沒收了它們的財產。毛尔布龙是該命令的唯一例外，因為它接待被其他修道院驅逐的僧侶。1536年，毛尔布龙的修道院院長遷往派里斯，並於次年開始採取法律行動，收回毛尔布龙。神聖羅馬帝國帝國議會在烏爾里希和其他新教王子在施馬爾卡爾迪戰爭中失敗後，於1548年奧格斯堡臨時會議做出了對西多會有利的決定。烏爾里希奉命修復符騰堡的修道院和女修道院，儘管他試圖推遲它們的修復，西多會於1548年返回毛尔布龙。1555年奧格斯堡和約恢復了帝國的宗教和平，然而，符騰堡公爵克里斯托夫能夠全面改革公國。
1556年，克里斯托弗對修道院進行了改革。根據他的一位顧問約翰內斯·布倫茨（德語：Johannes Brenz）制定的計劃，他在符騰堡的十三座修道院中建立了新教神學院。毛尔布龙的領地被併入公國，並組建了一個新的行政區。新教徒瓦倫丁·萬尼烏斯（德語：Valentin Vannius），曾是毛尔布龙的修道士，於1558年被任命為修道院院長，並因此成為毛尔布龙神學院的院長。
1564年和1576年在毛尔布龙舉行了兩次路德教座談會。
三十年戰爭迫使修道院學校關閉，直到1656年。
九年戰爭期間，毛尔布龙是埃平根防線防禦網絡的一部分，由巴登巴登侯爵路易斯·威廉於1695年至1697年間建造。 
17世紀末，路易三世公爵委託他的宮廷建築師喬治·比爾（德語：Georg Beer）為神學院翻修修道院。當時，路易三世在修道院的場地上建造了一座狩獵小屋，很可能是由比爾設計的。

### 世俗化
毛尔布龙修道院最終於1806年被國王腓特烈一世世俗化。保護和恢復修道院建築群中世紀特徵的努力始於1840年。
修道院學校於1941年被納粹黨接管。於1945-46年重新開放。

### 旅遊
天堂和盥洗室裡的噴泉出現在2013年德國聯邦聯邦發行的2歐元硬幣上。其中3000萬枚硬幣在柏林、慕尼黑、斯圖加特、卡爾斯魯厄和漢堡鑄造。截至2019年，每年平均有235,000人參觀該修道院。